# Zygothrica mediovitta
Zygothrica mediovitta är en tvåvingeart som beskrevs av David Grimaldi 1987. Zygothrica mediovitta ingår i släktet Zygothrica och familjen daggflugor. Inga underarter finns listade i Catalogue of Life.